# Hans Bönnighausen
Hans Bönnighausen (Falschschreibung Hans Bönninghausen in einem Fall belegt (* 17. Juni 1906 in Dortmund; † 3. Mai 1988 in Köln) war ein deutscher Maler und Vagabund.

## Leben
Hans Bönnighausen stammte aus dem Hause eines Mineralwasserfabrikanten. Nach seinem Schulabschluss durchlief er ein Buchbinder-Volontariat und erhielt eine Anstellung in einer Verlagsbuchhandlung. Doch Fernweh und ein gewisser Hang zur Fugue (wie es die Wissenschaftler bezeichnen) ließen ihn auch aus freiem Entschluss zum Landstreicher werden. Er selbst schrieb darüber später in der Vagabunden-Zeitung: „Eltern und Brüder gaben den ewig Unzufriedenen auf. Und da er sogar noch seine Lebensstellung ... verließ, da hielt man ihn für den verlorenen Sohn ... Er wurde ein ganzer Lump. Ein freier Mensch, Vagabund, Sucher nach der Heimat“.

### Gründung der Künstlergruppe
In jener Zeit war er in den Sommermonaten auf Wanderschaft, in den Wintermonaten studierte er bis 1928 an der Kunstakademie Stuttgart. Hier in Stuttgart lernte er auch Hans Tombrock und Gregor Gog, sowie Gerhart Bettermann (1910–1992) kennen, allesamt Mitbegründer der Künstlergruppe der Bruderschaft der Vagabunden (1927–1933). 1929 nahm Hans Bönnighausen am 1. Stuttgarter Vagabundentreffen und an der Vagabunden-Kunstausstellung im Kunsthaus Hirrlinger teil. Danach wanderte er durch Jugoslawien, Italien und Griechenland. 1931 beteiligte er sich an der Ersten Großen Leipziger Kunstausstellung. Im gleichen Jahr heiratete er Helene Harnisch, mit der er einen Sohn namens Rudolf hatte. Bönnighausen spielte auch mit Tombrock zusammen eine kleine Rolle in dem Spielfilm Der Vagabund (Deutschland 1930) unter der Regie von Fritz Weiß.

### Wanderschaften
1932 ging Hans Bönnighausen wieder auf Wanderschaft, diesmal in Ägypten und Nordafrika. Er und seine Kollegen verkauften dabei zahlreiche Bilder. „Da haben wir endlich einmal gelebt“, schrieb er dazu. 1933 kam dann Bönnighausens zweiter Sohn, Klaus, zur Welt. Nach der Machtübernahme der Nazis wurde die Vagabundenbewegung zerschlagen. Hans Bönnighausen ging in die innere Emigration. Von 1933 bis 1940 war er Mitglied im Leipziger Künstlerverein, seine Bilder wurden in Leipzig ausgestellt. 1940 wurde er als Soldat eingezogen und geriet in Kriegsgefangenschaft.

### Sesshaftigkeit
Nach Ende des Zweiten Weltkrieges berief ihn das Ministerium der Landesregierung Brandenburg nach Potsdam. Hans Bönnighausen wurde Referent für Bildende Kunst und Lehrbeauftragter für Kunstpädagogik an der Brandenburgischen Landeshochschule. In den Jahren 1949 bis 1952 war er Landesvorsitzender des Schutzverbandes Bildender Künstler. Er hoffte, sein soziales Engagement in der sowjetischen Besatzungszone fortsetzen zu können, doch er scheiterte am Zwiespalt zwischen sozialistischem Anspruch und den bürokratischen Hürden und ideologischen Zielrichtungen, denen seine Ideale nicht gewachsen waren.
1953 schied er auf eigenen Wunsch aus allen Ämtern aus und siedelte nach Karlsruhe über. Er wurde Mitglied des Badischen Kunstvereins und beteiligte sich 1955 zusammen mit Karlsruher Künstlern an der Documenta 1. 1961 zog Hans Bönnighausen nach Köln. Zunächst war er freischaffend tätig, dann arbeitete er in den Jahren 1966 bis 1976 als Fachlehrer für Kunst- und Werkerziehung an der Realschule Düren. Nach seiner Pensionierung lebte er als freischaffender Künstler in Köln.

## Werke
In seinen künstlerischen Werken, Holz-, Linolschnitten und Zeichnungen hat Hans Bönnighausen neben Landschaftsdarstellungen in erster Linie einfache Menschen in ihrer Arbeitswelt und das Überleben auf der Straße dargestellt („Kokereiarbeiter“, „Heimkehr vom Fang“ oder die „Kauernden“, die „Bettelnde“), der Realismus seiner künstlerischen Haltung hat ihn davor bewahrt, Ideologien zu unterliegen, seine Zeichnungen aus seiner Zeit als Soldat spiegeln die Zerstörungswut kriegerischer Gewalt. Immer wieder stehen Arbeiter und Obdachlose, einfache Menschen im Mittelpunkt der Gemälde.

## Nachlass
Das Fritz-Hüser-Institut für Literatur und Kultur der Arbeitswelt in Dortmund verfügt über den Nachlass des Hans Bönnighausen, der aus etwa 160 Holz- und Linolschnitten, Zeichnungen und Aquarellen sowie 50 Druckplatten besteht.